# Max von Schenkendorf
Gottlob Ferdinand Maximilian Gottfried von Schenkendorf, dit Max von Schenkendorf, né le 11 décembre 1783 à Tilsit en province de Prusse-Orientale et mort le 11 décembre 1817 à Coblence en grand-duché du Bas-Rhin, appartenant au royaume de Prusse, est un écrivain romantique allemand.

## Biographie

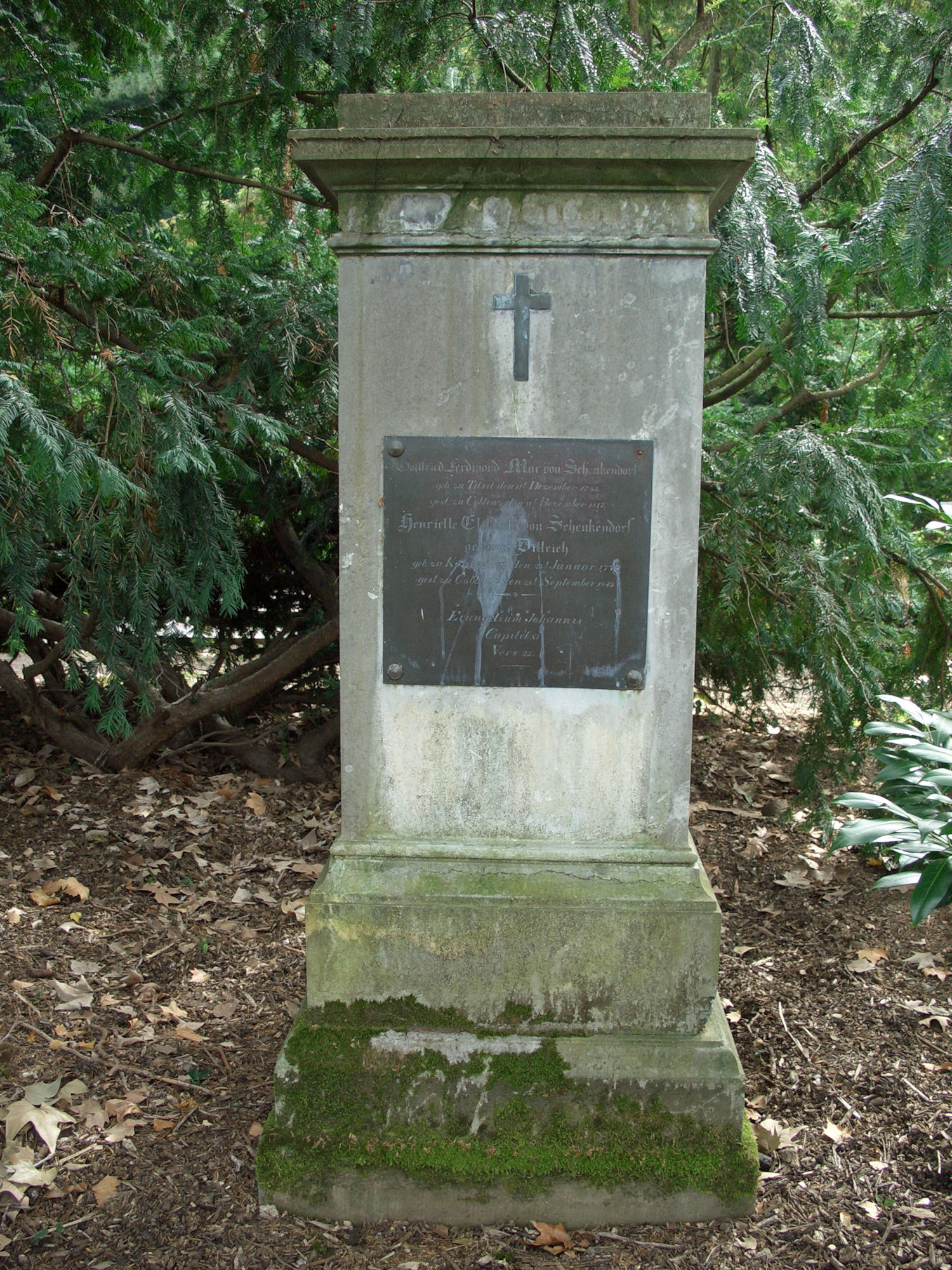
Tombe de Schenkendorf au grand cimetière de Coblence

Schenkendorf étudie à l'université de Königsberg de 1798 à 1806 et se lie d'amitié avec David Assing (de), étudiant lui aussi et féru de poésie. Il devient ensuite fonctionnaire prussien à une époque où la Prusse était devenue un satellite obligé de Napoléon Ier. Il est coéditeur à partir de 1807 de la publication Vesta. En 1809, il se bat en duel et perd l'usage de la main droite.
Il participe au mouvement romantique de libération de l'Allemagne, lors des guerres napoléoniennes, et le désastre de 1813. Il fut l'auteur de nombreux poèmes et chants patriotiques, dont les célèbres Freiheit, die ich meine (La Liberté à laquelle je pense) ou Wenn alle untreu werden (Même si tous deviennent infidèles).
Après l'effondrement de l'Empire napoléonien, Schenkendorf sert à Cologne et à Aix-la-Chapelle, puis devient fonctionnaire à Coblence. Il était en partie inspiré du mysticisme piétiste de Madame de Krüdener, apôtre de la Sainte Alliance qu'il rencontra et qui partageait sa haine de l'Empereur des Français.